# Wagneriana cobella
Wagneriana cobella là một loài nhện trong họ Araneidae.
Loài này thuộc chi Wagneriana. Wagneriana cobella được Herbert Walter Levi miêu tả năm 1991.